# Pusillanthus
Pusillanthus är ett släkte av tvåhjärtbladiga växter. Pusillanthus ingår i familjen Loranthaceae.
Kladogram enligt Catalogue of Life:
| Pusillanthus | \| \| Pusillanthus pubescens \| \| \| \| \| \| Pusillanthus trichodes \| \| \| \| |
|              | \| \| Pusillanthus pubescens \| \| \| \| \| \| Pusillanthus trichodes \| \| \| \| |
|              | Pusillanthus pubescens                                                            |
|              |                                                                                   |
|              | Pusillanthus trichodes                                                            |
|              |                                                                                   |